# Celleporella holostoma
Celleporella holostoma är en mossdjursart som först beskrevs av Levinsen 1909.  Celleporella holostoma ingår i släktet Celleporella och familjen Hippothoidae. Inga underarter finns listade i Catalogue of Life.